# Будапештская агломерация
Будапештская агломерация (венг. Budapesti agglomeráció) — это область, объединяемая не географически, а из соображений статистики, в которую органы статистики объединяют населённые пункты, из которых люди ездят на работу в Будапешт и его пригороды. Созданная ВЦБС, чтобы описать развитие пригородов вокруг центров урбанизационного роста. Область, окружающая более застроенную и плотнее заселённую городскую территорию. По состоянию на 2014 год, Будапештская агломерация площадью 7,626 км², протянулась далеко за пределы административного региона, называемого Центральная Венгрия (включающего 193 поселения вокруг столицы Венгрии) в котором находится сам Будапешт. На территории агломерации проживают 3,303,786 жителей, по переписи на январь 2013. Таким образом, она является десятой по размерам в Европе в списке Увеличенных зон урбанизации (en:Larger urban zone). 33% венгерского населения проживает в Будапештской агломерации.

## Транспорт

Будапештская система пригородных поездов

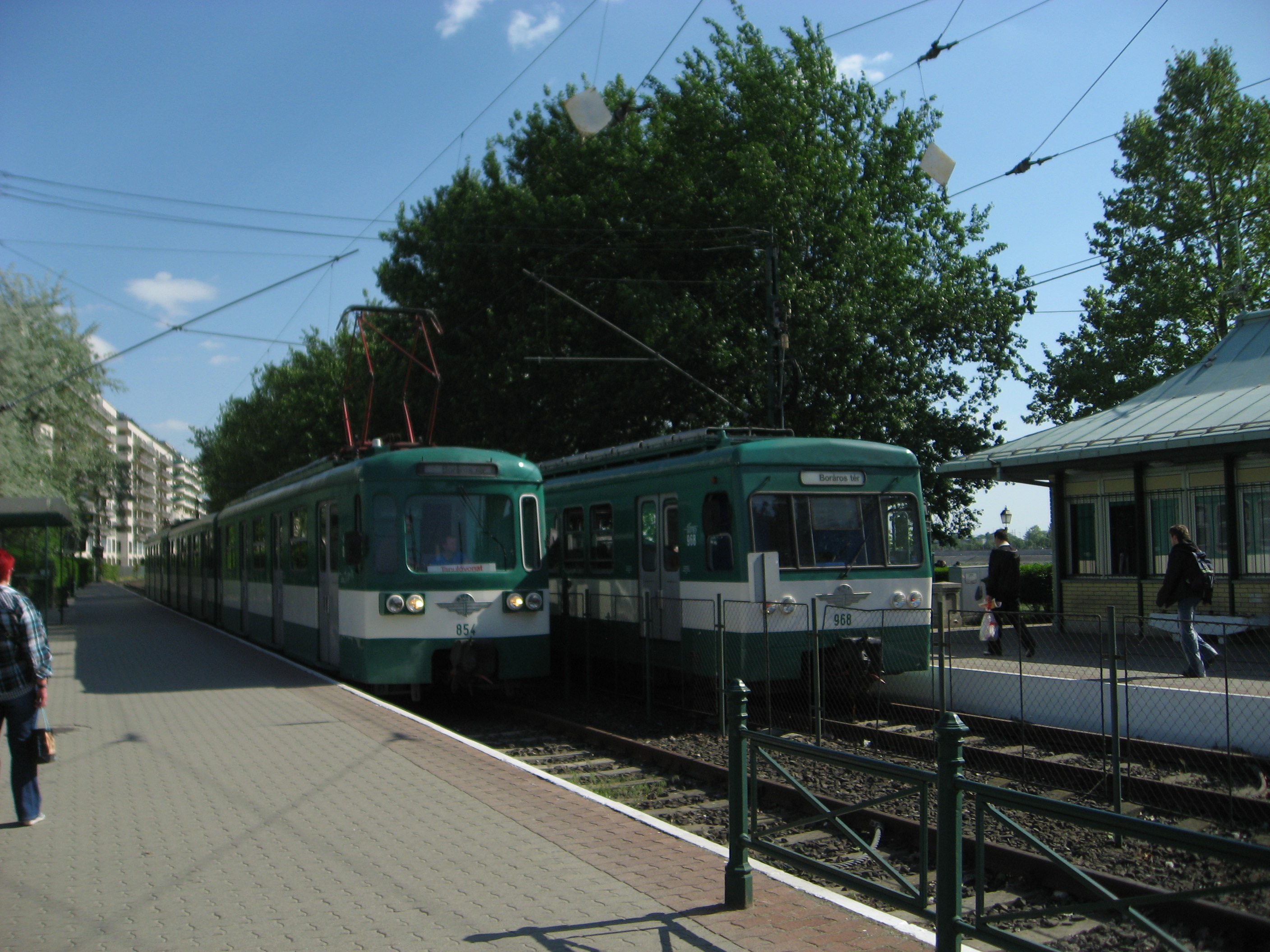
Будапештские пригородные поезда HÉV на станции

Существуют 4 линии Будапештского метрополитена, 36 трамвайных линий, 18 линий пригородных поездов (управляются MÁV-Венгерские государственные железные дороги и BKV-Будапештская транспортная компания) и 601 автобусная линия в агломерации (по данным 2006 года).

## Поселения, входящие в агломерацию
| - Будапешт - Алшонемеди - Биаторбадь - Будаенё - Будакалас - Будакеси - Будаёрш - Чобанка - Чомад - Чёмёр - Чёрёг - Деледьхаза - Диошд - Дунабогдань - Дунахарасти - Дунакеси | - Дунаваршань - Эчер - Эрдёкертеш - Эрд - Фелшёпаконь - Фот - Гёд - Гёдёллё - Дьяль - Дьёмрё - Халастелек - Херцегхалом - Ишасег - Керепеш - Киштарча - Кишороси - Леаньфалу - Майошхаза | - Маглод - Модьород - Надьковачи - Надьтарча - Оча - Ёрботтьан - Пать - Пербаль - Пецель - Пилишборошйенё - Пилишчаба - Пилишйасфалу - Пилишсанто - Пилишсентиван - Пилишсенткерест - Пилишсентласло - Пилишвёрёшвар | - Помаз - Почмедьер - Пустазамор - Реметесёлёш - Шоймар - Шошкут - Сада - Сазхаломбатта - Сентендре - Сигетхалом - Сигетмоноштор - Сигетсентмиклош - Сёд - Сёдлигет - Тахитотфалу | - Такшонь - Тарнок - Телки - Тиннье - Тёк - Тёкёль - Тёрёкбалинт - Иллё - Ирём - Вац - Вацратот - Вечеш - Верешедьхаз - Вишеград - Жамбек |